# Корм (роман)
Корм (англ. Feed) — це перша книга із серії науково-фантастичних/хорор-романів Newsflesh, написаних Шонан Макгуайр під псевдонімом Міра Грант і опублікованих видавництвом Orbit Books у 2010 році. Події розгортаються після зомбі-апокаліпсису й описуються з точки зору блогерки-журналістки Джорджії Мейсон. У книзі розповідається про Джорджію та її команду журналістів, які висвітлюють президентську кампанію сенатора-республіканця Пітера Раймана. Серія смертельних інцидентів приводить Джорджію та її брата Шона до розкриття змови, спрямованої на підрив кампанії, що пов'язана з більшою змовою, у центрі якої — неживі (зомбі).
Макгуайр надихнули її захоплення фільмами жахів і вірусологією, але вона довго шукала підходящий сюжет, поки друг не порадив використати вибори як рамку для історії. Роман отримав схвальні відгуки за детально пророблений світ, зокрема за те, що персонажі усвідомлюють існування попередньої зомбі-фантастики — елемент, який Макгуайр вважала відсутнім у більшості творів жахів. Книга «Feed» зайняла друге місце в категорії «Найкращий роман» премії Г'юґо 2011 року. «Deadline» — друга книга серії Newsflesh. Незадовго до публікації третьої частини, «Blackout» (22 травня 2012 року), Макгуайр випустила альтернативну кінцівку до "Feed".

## Сюжет
Події роману відбуваються через кілька десятиліть після зомбі-апокаліпсису, відомого як Повстання. Два штучно створені віруси (ліки від раку і від застуди) об'єдналися в один — вірус Келліса-Амберлі. Цей вірус швидко заражає все життя ссавців. У нормальному стані Келліс-Амберлі безпечний, але він може «активуватися» або «посилюватися», перетворюючи будь-якого ссавця вагою понад 40 фунтів (18 кг) на зомбі. У романі згадуються три способи активації: смерть носія, контакт із зараженим живим зразком (наприклад, укуси зомбі) і спонтанне перетворення. Заражені, які не пережили активацію, залишаються при свідомості, поки вірус поширюється тілом. Потім наступають зниження больової чутливості, втрата пам'яті й, нарешті, повне перетворення.
Більшість людей живуть у суворо контрольованих безпечних зонах із регулярним тестуванням крові та протоколами деконтамінації, щоб запобігти поширенню активного вірусу К-А. Після бездіяльності традиційних ЗМІ під час Повстання блоги й нові медіа стали основним джерелом інформації та розваг. Блогерів визнали професійними журналістами, які спеціалізуються в різних напрямках, зокрема:
- «Новинарі» (Newsies) — об'єктивні репортери, які базуються на фактах;
- «Стюарти» (Stewarts) — ті, хто висловлює думки, обґрунтовані фактами;[1]
- «Ірвіни» (Irwins, на честь Стіва Ірвіна) — ті, хто прагне навчати й розважати, вступаючи в небезпечні ситуації;
- «Тітоньки» (Aunties) — створюють особисті історії, рецепти та інший контент для підтримки спокою й радості;
- «Фікшнали» (Fictionals) — творці художнього контенту й поезії.[1]

Події Feed розгортаються в 2040 році й описуються з перспективи Джорджії «Джордж» Мейсон, блогерки-Новинарки та керівниці вебсайту After the End Times. Джорджія, її брат Шон (Ірвін) і їхня подруга Джоржетта «Баффі» Мессоньє (Фікшнал і технічна експертка) отримують дозвіл висвітлювати президентську кампанію сенатора Пітера Раймана, поміркованого республіканця. Кампанія проходить спокійно, доки конвой у місті Іклі (Оклахома), не атакують зомбі. Напад призводить до жертв, але Джорджія і Шон допомагають охороні стримати ситуацію. Згодом з'ясовується, що це був спланований напад. Наступний етап кампанії відбувається на Республіканському національному з'їзді, де Райман протистоїть релігійному, правоконсервативному губернатору Девіду Тейту та Конгресвумен Крістен Вагман, яка віддає перевагу гаслам над змістом. Під час з'їзду Рік Казінс (Новинар і колишній друкований журналіст) покидає кампанію Вагман, щоб приєднатися до After the End Times. Райман стає кандидатом у президенти від республіканців, але під час оголошення цього Джорджія дізнається про спалах зомбі-інфекції на ранчо сенатора, де загинула його старша донька. Розслідування показує, що спалах почався через коня, зараженого активним вірусом.
Райман і його кампанія переїжджають до Техасу, де він обирає Тейта своїм кандидатом у віцепрезиденти. Блогери змушені самостійно перевозити свої транспортні засоби та обладнання. Під час подорожі конвой журналістів, що відстав від основної групи, потрапляє під обстріл снайпера. Джорджія, Шон і Рік виживають, але фургон, у якому їхали Баффі та її хлопець Чак, розбивається. Чак гине, перетворюється на зомбі та заражає Баффі. Баффі зізнається, що зливала інформацію групі, яка намагалася зірвати кампанію Раймана, але відмовилася продовжувати, що й стало причиною нападу. Джорджія змушена здійснити акт милосердя, після чого викликає рятувальників. Команда CDC, що прибула, вводить залишеним живим заспокійливе і забирає їх на тестування. Після звільнення блогери стикаються з труднощами в роботі, а їхні стосунки з Райманом і Тейтом псуються. Розслідуючи змову, вони знаходять докази зв'язку Тейта з нападами, а також натяки на більшу змову за участі CDC. Під час події в Сакраменто, Джорджія конфронтує з Райманом, але той сумнівається в її доказах і вимагає більше фактів, інакше вони будуть відсторонені від кампанії. На виході з заходу на блогерів нападають: Джорджія отримує укол транквілізатора з живим вірусом. Рік тікає з копією доказів перед тим, як провокується спалах зомбі-інфекції, а Шон допомагає Джорджії опублікувати останній пост, викриваючи змову. Джорджія починає перетворюватися, і Шон змушений її застрелити.
Розповідь переходить до перспективи Шона. Він мобілізує охорону Раймана, щоб стримати зомбі, а потім пробирається в центр з'їзду, де конфронтує з Райманом і Тейтом. Тейт бере в заручники дружину Раймана, погрожуючи інфікувати її вірусом, стверджуючи, що його дії були частиною змови для зміцнення релігійної влади в Америці. Потім Тейт вводить вірус собі, і Шон його вбиває, щоб запобігти зомбіфікації.

## Передумови
Ідея написати «Feed» виникла внаслідок поєднання інтересів Макгуайр до фільмів жахів і вірусології. Вона хотіла створити вірус зомбі, який би докорінно змінив суспільство, але залишався пережитним. На розробку концепції вірусу та його наслідків Макгуайр витратила два роки. Важливим аспектом було також подолання браку усвідомлення героями фільмів жахів попередніх історій цього жанру: у її романі, наприклад, згадується, що такі фільми, як Світанок мерців (англ. Dawn of the Dead) (1978), допомогли людству вижити.
Попри створення такої основи, Макгуайр довго не могла визначитися з сюжетом, доки її друг не запропонував використати президентську кампанію як рамковий сюжет. Це дозволило їй охопити широкий спектр питань і продемонструвати, як зомбі-апокаліпсис змінив життя людей.

## Відгуки

### Рецензії
Зак Хендлен у своєму огляді для «The A.V. Club» описує роман як «мікс «The West Wing» і творчості Джорджа Ромеро». Він особливо відзначає увагу до деталей у створенні світу Макгуайр, зазначаючи, що, хоча більшість персонажів є шаблонними, це не заважає насолоджуватися сюжетом книги.
Джонатан МакКалмонт у рецензії для Strange Horizons назвав роман «захопленням», підкресливши його структуру, якісно написані сцени дій та діалоги, а також деталізоване створення світу. Водночас він зазначив, що важко сприймати книгу як серйозний політичний трилер і схильний розглядати її як нещадну сатиру сучасної журналістики та її проблем.
Говард Тейлер, автор вебкоміксу «Schlock Mercenary», високо оцінив те, що «Feed» та його персонажі визнають існування попередньої зомбі-фантастики.

### Нагороди
Роман зайняв 74-те місце в опитуванні NPR 2010 року «Топ-100 трилерів-убивць». Журнал «Publishers Weekly» включив роман до списку найкращих книг 2010 року.
| Рік  | Нагорода                                                        | Результат | Примітка      |
| ---- | --------------------------------------------------------------- | --------- | ------------- |
| 2010 | Премія рецензентів Romantic Times за науково-фантастичний роман | Номінація | [ 8 ]         |
| 2010 | Премія Ширлі Джексон за роман                                   | Номінація | [ 9 ]         |
| 2011 | Audie Award за наукову фантастику                               | Номінація | [ 10 ]        |
| 2011 | Премія «Г'юго» за найкращий роман                               | Номінація | [ 11 ] [ 12 ] |
| 2011 | Меморіальна премія імені Філіпа К. Діка                         | Номінація | [ 13 ]        |

## Альтернативний фінал
Незадовго до виходу роману «Blackout» (22 травня 2012 року), Макгуайр опублікувала альтернативний фінал до «Feed» під назвою «Fed». Спочатку фінал з'явився на «Facebook» 17 травня, а 23 травня був розміщений онлайн видавництвом Orbit.
Новий фінал починається після того, як Райман виганяє Джорджію, Шона та Ріка із заходу в Сакраменто, але сюжет розвивається інакше: замість Джорджії вірусна стріла вражає Шона. Джорджія та Рік ховаються в фургоні, щоб опублікувати свої викриття щодо Тейта та змови, тоді як Шон гине, захищаючи їх під час спалаху зомбі. Джорджія протистоїть Тейту й убиває його, але через тиждень накладає на себе руки, не бажаючи жити у світі без Шона. Розповідь переходить до перспективи Ріка, який зламаний і страждає від алкоголізму, організовуючи похорон сім'ї Мейсонів. Він зазначає, що змова могла не закінчитися на Тейті, але «рятувати світ наступного разу доведеться вже комусь іншому».